# Pomoravlje (distrito)
 Pomoravlje  é um distrito da Sérvia central.

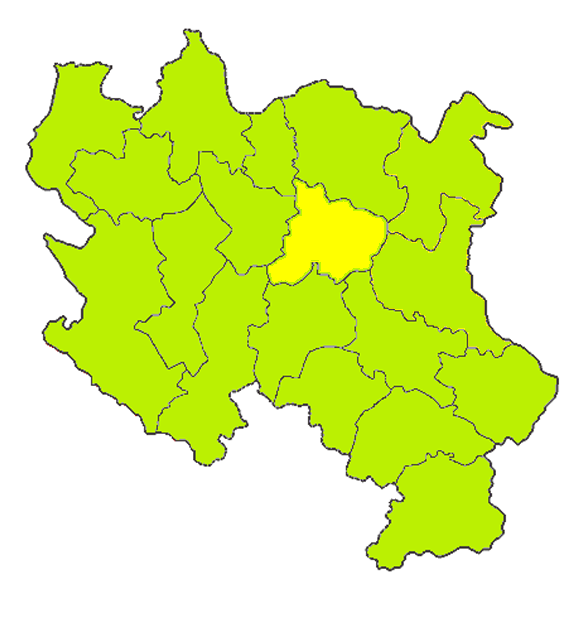

Com 227.435 habitantes (Censo 2002), conta com seis cidades, cuja capital é Jagodina.
Municípios:
- Jagodina
- Ćuprija
- Paraćin
- Svilajnac
- Despotovac
- Rekovac